# 藤森正路
藤森 正路（ふじもり まさみち、1921年12月22日 - 2018年9月6日）は、日本の経営者、工学博士。住友金属鉱山社長、会長を務めた。

## 経歴
兵庫県出身。1944年に東京帝国大学工学部冶金学科を卒業。1977年6月に住友金属鉱山常務に就任し、1979年6月に専務、1981年6月に副社長を経て、1983年6月に社長に就任。1988年6月に会長に就任し、1992年6月には相談役に就任。
1982年4月に藍綬褒章を受章し、1995年4月に勲一等瑞宝章を受章。
2018年9月6日肝細胞癌のために死去。96歳没。